# 九云梦
《九云梦》（韓語：구운몽）是朝鲜国语小说家金万重所著的一部具有浪漫主义色彩的长篇梦幻小说。作品讲述的的是唐朝一位佛门弟子性真邪心忽发，做了一场人间轮回的春梦，梦醒后由色悟空，大得“寂灭之道”的故事。这是一部带有很强佛教色彩的作品，是作者晚年在流放生活时所作。作品所表现的“人生如梦”、“万物皆空”的佛教色空思想是作者对现实生活感到绝望的慨叹和批评。:859-866
《九云梦》是在朝鲜文学史上有很大影响的作品。受其影响，朝鲜文坛之后出现了许多以“梦字类”的小说，比如李廷桌（1678-1758年）的《玉麟梦》，南永鲁（1810-1858年）的《玉楼梦》等。许多后世的传奇小说也都效仿《九云梦》以中国为背景进行创作，这样不仅可以回避直接写本国可能引起的麻烦，也为作者提供了更为广泛的创作想象空间:859-872:291-299:157-163。

## 故事梗概
性真是从西域天竺国来中国传道的高僧六观大师的弟子。他与南岳神仙真君娘娘的八位侍女在一次奉命办事的途中邂逅，彼此倾慕，依依难舍。事后，性真对佛院的清净无为的生活产生了怀疑，开始憧憬出将入相、荣华富贵的世俗生活。于是他做了一场梦。:859-860:291
在梦中，性真和八位仙女因犯“邪念”，违背佛门和仙界的清规戒律，被六观大师和真君娘娘投入十八层地狱。冥府的阎罗王可怜他们太年轻，就把他们放归到人间世俗社会， 投生
不同的家庭。性真投胎换生于唐朝淮南道秀州县杨处士之子杨少游。八位仙女以各自不同的奇妙经历先后与杨少游巧遇、相识、定情。杨少游在与八位女子相识的过程中分别为国家建立功勋，“武定祸乱，文致太平”，“上得君心，下协人望”，成为大丞相，被封为魏国公，拥有食邑3万户。八位女子先后与杨少游结为妻妾，成为一夫八妻的九口之家，生有六男二女，享尽人间荣华富贵。:860-862:291
杨少游在老年“一身老来清福，万人钦仰羡慕”，在他为花有开谢，草有盛衰，世事变化无常，人生短暂而感慨时，一位老僧来访，朗朗大笑曰：“性真啊，性真，人间意思是怎么样的？”他吓得猛一睁眼，发现六观大师站在身边。性真从人间轮回的一场春梦中醒来，大彻大悟，痛悔前非，大得“寂灭之道”，皆归于“极乐世界”。八位仙女也看破红尘，痛改前非，六观大师使她们皈依佛门。:862-863:291

## 影视作品
该书在韩国电视剧《来自星星的你》中，被男主角都敏俊视为“人生之书”。

## 中文版
- 《九云梦》，王文元 译，复旦大学出版社，2010年7月，ISBN 9787309072792
- 《九云梦》，陈庆浩 译，上海古籍出版社，2014年3月，ISBN 9787532558322